# Judith von Halle
Judith von Halle, geborene Behrend (* 1972 in Berlin) ist eine deutsche Anthroposophin und Autorin.

## Leben
Judith Behrend stammt aus einer jüdischen Familie. Sie besuchte das Canisius-Kolleg in Berlin sowie eine Schule in den USA und lebte zeitweise in Tel Aviv und Houston. In Berlin studierte sie Architektur, zunächst an der Hochschule der Künste, dann an der TU Berlin. Ihr Studium schloss sie als Diplom-Ingenieurin ab. 1997 kam sie mit der Anthroposophie Rudolf Steiners in Kontakt. Beruflich arbeitete sie als Architektin und war außerdem als Sekretärin des Rudolf-Steiner-Hauses in Berlin tätig. Seit 2001 hielt sie dort und an anderen Orten Vorträge. Im Jahr 2002 heiratete sie den Berliner Architekten und Anthroposophen Carl-August von Halle, in dessen Büro sie auch als Architektin tätig war.
Nachdem bekannt wurde, dass Judith von Halle laut ihren eigenen Angaben seit Ostern 2004 stigmatisiert sei und ohne jegliche Nahrung lebe, führte dies zu heftigen Kontroversen innerhalb der Anthroposophischen Gesellschaft in deren Folge von Halle schließlich gemeinsam mit ihren Unterstützern das Anthroposophische Zentrum in Berlin-Dahlem verlassen musste. 2006 wurde von ihren Unterstützern und Förderern ein eigenständiger Verein gegründet, die Freie Vereinigung für Anthroposophie „Morgenstern“. Die Vereinigung richtete in Dornach in der Schweiz, wohin von Halle später übersiedelte, eine Niederlassung ein. Zudem wurde von Joseph Morel, vormals Verlagsleiter des „Verlag am Goetheanum“, der Verlag für Anthroposophie gegründet, um die Bücher von Judith von Halle und weiterer Anthroposophen zu publizieren. Von Halle behauptet von sich, hellsichtig zu sein. Wie sie dazu kam, beschrieb sie in ihrem Buch Schwanenflügel.

## Schriften (Auswahl)
- mit  Peter Tradowsky: „Und wäre Er nicht auferstanden“... Die Christus-Stationen auf dem Weg zum geistigen Menschen. Verlag am Goetheanum, Dornach 2005, ISBN 3-7235-1255-0.
- Von den Geheimnissen des Kreuzweges und des Gralsblutes. Mysterium der Verwandlung. Verlag am Goetheanum, Dornach 2006, ISBN 3-7235-1287-9.
- Das Abendmahl. Vom christlichen Kultus zur Transsubstantiation. Verlag am Goetheanum, Dornach 2006, ISBN 3-7235-1288-7.
- Von Krankheiten und Heilungen und von der Mysteriensprache in den Evangelien. Verlag am Goetheanum, Dornach 2007, ISBN 978-3-7235-1314-9.
- Die Jünger Christi. Verlag für Anthroposophie, Dornach 2012, ISBN 978-3-03769-038-3.
- Die Demenzerkrankung. Anthroposophische Gesichtspunkte. Verlag für Anthroposophie, Dornach 2009, ISBN 978-3-03769-017-8.
- Die Christus-Begegnung der Gegenwart und der Geist des Goetheanum. Verlag für Anthroposophie, Dornach 2010, ISBN 978-3-03769-026-0.
- Krise und Chance. Die Freie Hochschule und ihre Bedeutung für das Karma der Anthroposophischen Gesellschaft. Verlag für Anthroposophie, Dornach 2010, ISBN 978-3-03769-029-1.
- Anna Katharina Emmerick. Eine Rehabilitation. Verlag für Anthroposophie, Dornach 2013, ISBN 978-3-03769-043-7.
- Schwanenflügel. Eine spirituelle Autobiographie. EM Edition Morel, Verlag für Anthroposophie, Dornach 2016, ISBN 978-3-906891-00-2.
- Die Apokalypse des Johannes. Bindeglied zwischen jüdischer Mystik und christlich-anthroposophischer Geisteswissenschaft. Verlag für Anthroposophie, Dornach 2018, ISBN 978-3-03769-056-7.
- Reinkarnation und Karma. Eine Einführung. Verlag für Anthroposophie, Dornach 2021, ISBN 978-3-03769-061-1.
- Das Wort in den sieben Reichen der Menschwerdung. Eine Rosenkreuz-Meditation. 5 Bände. Verlag für Anthroposophie, Dornach 2022, ISBN 978-3-03769-072-7.